# 1500-ті до н. е.

## Правителі
- Єгипет: фараони Аменхотеп I та Тутмос I.
- Вавилон: цар Бурна-Буріаш I;
- Ассирія: цар Пузур-Ашур III;
- Хатті: цар Телепіну.